# Rika Kihira
Rika Kihira (em japonês:  紀平 梨花; Nishinomiya, 21 de julho de 2002) é uma patinadora artística japonesa. É campeã da Final Grand Prix de 2018/19 e bicampeã dos quatro continentes (em 2019 e 2020). Também é quatro vezes medalhista do campeonato japonês (bronze na temporada 2017/18, prata  na temporada 2018/19 e ouro nas temporadas 2019/20 e 2020/21). Kihira é atualmente a terceira colocada em sua categoria no ranking mundial da ISU.
Ela foi a sétima patinadora na categoria individual feminina a aterrissar um salto triplo axel em uma competição sancionada pela União Internacional de Patinação, além de ter sido a primeira mulher a completar uma combinação triplo axel-triplo toe loop, a concluir um programa livre com oito saltos triplos no total, a segunda patinadora a concluir um programa curto com quatro saltos triplos no total e a terceira a concluir uma competição aterrissando doze saltos triplos (o máximo permitido pela regra atual).